# Grand Prix-wegrace van Duitsland 1973
De Grand Prix-wegrace van Duitsland 1973 was derde race van wereldkampioenschap wegrace in het seizoen 1973. De race werd verreden op 13 mei 1973 op de Hockenheimring nabij Hockenheim. Voor de 50cc-klasse was de Duitse Grand Prix de eerste race van het seizoen.

## Algemeen
Yamaha had nu het de nieuwe viercilinder TZ 500 had ontwikkeld voor het eerst sinds jaren een echt fabrieksteam, met Jarno Saarinen en Hideo Kanaya als rijders in de 250- en de 500cc-klasse. In de eerste twee GP's hadden zij een overheersende rol gespeeld; in de 250cc-klasse had Saarinen twee keer gewonnen en Kanaya was twee keer tweede. In de 500cc-klasse had Saarinen ook twee keer gewonnen, terwijl Kanaya een derde en een tweede plaats had gehaald. MV Agusta had daarentegen grote problemen, vooral met de nieuwe 500 cc viercilinder. Daarom greep men vaak terug naar de minder snelle maar meer betrouwbare driecilinder.

## 500 cc
In Duitsland ging Phil Read (MV Agusta) aan kop, opgejaagd door Saarinen en Kanaya, terwijl Giacomo Agostini (MV Agusta) zijn machine twee keer moest aanduwen en daardoor al kansloos leek. Dit keer lieten de Yamaha's hun coureurs echter in de steek: Kanaya kwam binnen met een vastloper en enige tijd later verloor Saarinen zijn ketting. Daardoor leek Agostini toch nog tweede te kunnen worden, maar hij viel opnieuw uit. Read won de race en werd door zijn team met champagne overgoten. De tweede plaats was nu voor Werner Giger met een opgeboorde Yamaha TZ 350 en derde werd Ernst Hiller met een König. De familie Hiller had een leuke dag: zoon Reinhard, ook met een König, had nog even voor zijn vader gereden maar werd na een pitstop uiteindelijk zesde.

### Uitslag 500 cc
| Pos | Coureur              | Merk      | Tijd         | Punten |
| --- | -------------------- | --------- | ------------ | ------ |
| 1   | Phil Read            | MV Agusta | 50' 03" 7    | 15     |
| 2   | Werner Giger         | Yamaha    | + 1 ronde    | 12     |
| 3   | Ernst Hiller         | König     | + 1 ronde    | 10     |
| 4   | Georg Pohlmann       | Yamaha    | + 1 ronde    | 8      |
| 5   | Billie Nelson        | Yamaha    | + 1 ronde    | 6      |
| 6   | Reinhard Hiller      | König     | + 1 ronde    | 5      |
| 7   | Peter Stocksiefen    | Suzuki    | + 1 ronde    | 4      |
| 8   | Udo Kochanski        | König     | + 2 ronden   | 3      |
| 9   | Alex George          | Yamaha    | + 2 ronden   | 2      |
| 10  | Sven-Olof Gunnarsson | Kawasaki  | + 2 ronden   | 1      |
| 11  | Walter Kaletsch      | Yamaha    | + 2 ronden   |        |
| 12  | Horst Lahfeld        | Yamaha    | + 2 ronden   |        |
| 13  | Derek Lee            | Suzuki    | + 2 ronden   |        |
| 14  | Rob Bron             | Suzuki    | + 2 ronden   |        |
| 15  | Hansueli Rothermann  | Yamaha    | + 2 ronden   |        |
| 16  | David Harris         | Suzuki    | + 5 ronden   |        |
| DNF | Bruno Kneubühler     | Yamaha    |              |        |
| DNF | Ron Chandler         | Kawasaki  |              |        |
| DNF | Jarno Saarinen       | Yamaha    | kettingbreuk |        |
| DNF | Kim Newcombe         | König     |              |        |
| DNF | Kurt-Harald Florin   | König     |              |        |
| DNF | Jerry Lancaster      | Suzuki    |              |        |
| DNF | Silvano Bertarelli   | Paton     |              |        |
| DNF | Hideo Kanaya         | Yamaha    | vastloper    |        |
| DNF | Guido Mandracci      | Suzuki    |              |        |
| DNF | Alois Maxwald        | Rotax     |              |        |
| DNF | Bosse Granath        | Husqvarna |              |        |
| DNF | Kaarlo Koivuniemi    | Kawasaki  |              |        |
| DNF | Jack Findlay         | Suzuki    |              |        |
| DNF | Charlie Dobson       | Kawasaki  |              |        |
| DNF | Lothar John          | Suzuki    |              |        |
| DNF | Paul Eickelberg      | König     |              |        |
| DNF | Giacomo Agostini     | MV Agusta | krukaslager  |        |
| DNF | Eric Offenstadt      | Kawasaki  |              |        |
| DNF | Werner Pfirter       | Yamaha    |              |        |

## 350 cc
In Duitsland ontbrak het fabrieksteam van Harley-Davidson, dat hard werkte om de watergekoelde RR 250 klaar te krijgen. Dat gaf hoop voor MV Agusta, dat nu misschien eindelijk weer wat punten kon pakken, maar in de trainingen reed privérijder John Dodds (Yamaha TZ 350) het snelste. Het werd echter weer een drama voor MV Agusta. Giacomo Agostini ging aan de leiding, terwijl Phil Read op de hielen gezeten werd door Teuvo Länsivuori (Yamaha). In de vijfde ronde viel Read echter uit en in de elfde ronde gebeurde hetzelfde met Agostini. Kent Andersson lag nu tweede achter Länsivuori, maar verspeelde die positie door een tankstop te maken terwijl het team hem niet verwachtte. Nu werd Víctor Palomo (Yamaha) tweede en Pentti Korhonen (Yamaha) derde.

### Uitslag 350 cc
| Pos | Coureur              | Merk            | Tijd       | Punten |
| --- | -------------------- | --------------- | ---------- | ------ |
| 1   | Teuvo Länsivuori     | Yamaha          | 51' 50"    | 15     |
| 2   | Víctor Palomo        | Yamaha          | + 1' 02" 4 | 12     |
| 3   | Pentti Korhonen      | Yamaha          | + 1' 48" 5 | 10     |
| 4   | Billie Nelson        | Yamaha          | + 2' 18" 5 | 8      |
| 5   | Gyula Marsovszky     | Yamaha          | + 1 ronde  | 6      |
| 6   | Helmut Kassner       | Yamaha          | + 1 ronde  | 5      |
| 7   | Walter Kaletsch      | Yamaha          | + 1 ronde  | 4      |
| 8   | János Reisz          | Yamaha          | + 1 ronde  | 3      |
| 9   | Franz Weidacher      | Yamaha          | + 1 ronde  | 2      |
| 10  | Harry Konschock      | Yamaha          | + 1 ronde  | 1      |
| DNF | Phil Read            | MV Agusta       |            |        |
| DNF | Giacomo Agostini     | MV Agusta       |            |        |
| DNF | Walter Villa         | Yamaha          |            |        |
| DNF | Dieter Braun         | Yamaha          |            |        |
| DNF | János Drapál         | Yamaha          |            |        |
| DNF | John Dodds           | Yamaha          |            |        |
| DNF | Kent Andersson       | Yamaha          |            |        |
| DNF | Marcel Ankoné        | Yamsel          |            |        |
| DNF | Werner Pfirter       | Yamaha          |            |        |
| DNF | Silvio Grassetti     | MZ              |            |        |
| DNF | Hans Mühlebach       | MZ              |            |        |
| DNF | Mick Grant           | Yamaha          |            |        |
| DNF | Siegried Güttner     | Yamaha          |            |        |
| DNF | Bruno Kneubühler     | Harley-Davidson |            |        |
| DNF | Klaus Leonhardt      | Yamaha          |            |        |
| DNF | Tony Gruber          | Yamaha          |            |        |
| DNF | Wolfgang Stephan     | Yamaha          |            |        |
| DNF | Peter Hartenstein    | Yamaha          |            |        |
| DNF | Bosse Granath        | Husqvarna       |            |        |
| DNF | Sven-Olof Gunnarsson | Yamaha          |            |        |
| DNF | Horst Klingebiel     | Yamaha          |            |        |

## 250 cc
In de 250cc-race gingen de drie snelste Yamaha-rijders Hideo Kanaya, Jarno Saarinen en Teuvo Länsivuori lange tijd samen aan de leiding, maar tegen het einde lieten de fabriekscoureurs toch zien wie de sterkste was. Saarinen won met 22 seconden voorsprong op Kanaya, die weer 10 seconden voor Länsivuori finishte.

### Uitslag 250 cc
| Pos | Coureur             | Merk            | Tijd       | Punten |
| --- | ------------------- | --------------- | ---------- | ------ |
| 1   | Jarno Saarinen      | Yamaha          | 48' 28" 6  | 15     |
| 2   | Hideo Kanaya        | Yamaha          | + 21" 8    | 12     |
| 3   | Teuvo Länsivuori    | Yamaha          | + 32" 2    | 10     |
| 4   | Dieter Braun        | Yamaha          | + 44" 1    | 8      |
| 5   | Börje Jansson       | Yamaha          | + 56" 1    | 6      |
| 6   | Silvio Grassetti    | MZ              | + 1' 02" 9 | 5      |
| 7   | Pentti Korhonen     | Yamaha          | + 1' 52"   | 4      |
| 8   | Walter Villa        | Yamaha          | + 2' 00" 2 | 3      |
| 9   | Víctor Palomo       | Yamaha          | + 2' 04"   | 2      |
| 10  | Mick Grant          | Yamaha          | + 2' 17" 1 | 1      |
| 11  | Peter Stocksiefen   | Yamaha          | + 2' 35" 3 |        |
| 12  | Eric Offenstadt     | SHF             | + 1 ronde  |        |
| 13  | Klaus Huber         | Yamaha          | + 1 ronde  |        |
| 14  | Ryszard Mankiewicz  | Yamaha          | + 1 ronde  |        |
| 15  | John Lothar         | Yamaha          | + 1 ronde  |        |
| DNF | John Dodds          | Yamaha          |            |        |
| DNF | Walter Rungg        | Maico           |            |        |
| DNF | Oronzo Memola       | Harley-Davidson |            |        |
| DNF | Matti Salonen       | Yamaha          |            |        |
| DNF | Günter Fischer      | Yamaha          |            |        |
| DNF | Helmut Kassner      | Yamaha          |            |        |
| DNF | Nico van der Zanden | Yamaha          |            |        |
| DNF | Werner Giger        | Yamaha          |            |        |
| DNF | Rolf Minhoff        | Yamaha          |            |        |
| DNF | János Reisz         | Yamaha          |            |        |
| DNF | Bob Coulter         | Yamaha          |            |        |
| DNF | Harald Merkl        | Yamaha          |            |        |
| DNF | Chas Mortimer       | Yamaha          |            |        |
| DNF | Charlie Dobson      | Yamaha          |            |        |
| DNF | Heinz Kittler       | Yamaha          |            |        |
| DNF | Derek Lee           | Suzuki          |            |        |
| DNF | Horst Pleyer        | Yamaha          |            |        |
| DNF | Siegried Güttner    | Yamaha          |            |        |
| DNF | Herbert Rau         | Yamaha          |            |        |
| DNF | Horst Klingebiel    | Yamaha          |            |        |

## 125 cc
In de 125cc-race reed Andersson net als in de Grand Prix van Oostenrijk van start tot finish aan de leiding, achtervolgd door Ángel Nieto (Morbidelli). Jos Schurgers, met zijn zelfbouw Bridgestone al twee keer uitgevallen, reed in het begin op de derde plaats, maar werd ingehaald door Börje Jansson (Maico) die een slechte start had gehad. Jansson stootte zelfs door naar de tweede plaats, maar zijn uitlaat brak af waardoor hij terugviel naar de zesde plaats. Schurgers kwam voor het eerst dit seizoen aan de finish en pakte dus meteen een podiumplaats.

### Uitslag 125 cc
| Pos | Coureur             | Merk        | Tijd       | Punten |
| --- | ------------------- | ----------- | ---------- | ------ |
| 1   | Kent Andersson      | Yamaha      | 49' 56" 3  | 15     |
| 2   | Ángel Nieto         | Morbidelli  | + 33" 4    | 12     |
| 3   | Jos Schurgers       | Bridgestone | + 1' 08" 2 | 10     |
| 4   | Pentti Salonen      | Yamaha      | + 1' 59" 7 | 8      |
| 5   | Horst Seel          | Maico       | + 2' 22" 7 | 6      |
| 6   | Börje Jansson       | Maico       | + 2' 28" 9 | 5      |
| 7   | Paul Eickelberg     | Maico       | + 2' 59" 7 | 4      |
| 8   | Lothar Mülbert      | Maico       | + 3' 02" 3 | 3      |
| 9   | Herbert Rittberger  | Yamaha      | + 3' 18" 7 | 2      |
| 10  | Gottlob Schweikardt | Maico       | + 1 ronde  | 1      |
| 11  | János Reisz         | Yamaha      | + 1 ronde  |        |
| 12  | Josef Kullmer       | Yamaha      | + 1 ronde  |        |
| 13  | Toni Gruber         | Maico       | + 1 ronde  |        |
| DNF | Chas Mortimer       | Yamaha      |            |        |
| DNF | Eugenio Lazzarini   | Piovaticci  |            |        |
| DNF | Harald Bartol       | Suzuki      |            |        |
| DNF | Matti Salonen       | Yamaha      |            |        |
| DNF | Leif Rossell        | Maico       |            |        |
| DNF | Gert Bender         | Maico       |            |        |
| DNF | Hans-Jürgen Hummel  | Yamaha      |            |        |
| DNF | Peter Frohnmeyer    | Maico       |            |        |
| DNF | Xaver Tschannen     | Maico       |            |        |
| DNF | Oronzo Memola       | RTM         |            |        |
| DNF | Rolf Minhoff        | Maico       |            |        |
| DNF | Günter Fischer      | Maico       |            |        |
| DNF | Walter Rungg        | Maico       |            |        |
| DNF | Ryszard Mankiewicz  | MZ          |            |        |
| DNF | Manfred Kügler      | Maico       |            |        |
| DNF | Herbert Rittberger  | Yamaha      |            |        |
| DNF | Alberto Ieva        | Malanca     |            |        |
| DNF | Michael Fahrmeir    | Yamaha      |            |        |
| DNF | Heinz Kittler       | Maico       |            |        |

## 50 cc
Hoewel Duitsland al de derde Grand Prix op de WK-kalender was, opende deze race het 50 cc-seizoen. De openingsronden waren voor Jan de Vries en Bruno Kneubühler (beiden Van Veen-Kreidler), terwijl Theo Timmer (Jamathi) slechts vierde was achter Ulrich Graf (Kreidler). Timmer had het nadeel dat zijn Jamathi niet optimaal was. Constructeurs Martin Mijwaart en Jan Thiel waren al naar huis om vervangers voor de snelste cilinders, die in de training stuk gegaan waren, te maken (Theo Timmer had maar liefst vijf vastlopers gehad). Theo startte dan ook alleen om in elk geval het startgeld te incasseren en zijn "team" bestond slechts uit zijn verloofde en één monteur. Voor de Kreidlers kwamen de problemen echter juist tijdens de race, toen eerst Kneubühler en daarna de Vries en Graf uitvielen. Timmer gaf zijn leidende positie niet meer uit handen. Henk van Kessel (Kreidler) werd tweede en Wolfgang Gedlich (Kreidler) werd derde.

### Uitslag 50 cc
| Pos | Coureur            | Merk              | Tijd       | Punten |
| --- | ------------------ | ----------------- | ---------- | ------ |
| 1   | Theo Timmer        | Jamathi           | 38' 01" 1  | 15     |
| 2   | Henk van Kessel    | Kreidler          | + 23" 4    | 12     |
| 3   | Wolfgang Gedlich   | Kreidler          | + 33" 5    | 10     |
| 4   | Herbert Rittberger | Kreidler          | + 47" 7    | 8      |
| 5   | Jürgen Roller      | Kreidler          | + 1' 05" 5 | 6      |
| 6   | Jan Huberts        | Kreidler          | + 1' 07" 1 | 5      |
| 7   | Rainer Bratenstein | Kreidler          | + 1' 19" 4 | 4      |
| 8   | Kasimir Rapczynski | Kreidler          | + 1' 20" 1 | 3      |
| 9   | Juan Bordons       | Derbi             | + 1' 46"   | 2      |
| 10  | Rolf Blatter       | Kreidler          | + 1' 46" 4 | 1      |
| 11  | Wolfgang Golembeck | Maico             | + 2' 16" 9 |        |
| 12  | Stefan Dörflinger  | Kreidler          | + 2' 18" 1 |        |
| 13  | Siegfried Lehman   | Kreidler          | + 3' 10" 1 |        |
| 14  | Walter Däuwel      | Kreidler          | + 3' 10" 4 |        |
| 15  | Roland Schuster    | Kreidler          | + 3' 13" 2 |        |
| DNF | Jan de Vries       | Van Veen-Kreidler |            |        |
| DNF | Rudolf Kunz        | Kreidler          |            |        |
| DNF | Gerhard Thurow     | Kreidler          |            |        |
| DNF | Lars Persson       | Monark            |            |        |
| DNF | Bruno Kneubühler   | Van Veen-Kreidler |            |        |
| DNF | Ulrich Graf        | Kreidler          |            |        |
| DNF | Dieter Gedlich     | Kreidler          |            |        |
| DNF | Otello Buscherini  | Malanca           |            |        |
| DNF | Manfred Kügler     | Kreidler          |            |        |
| DNF | Josef Kullmer      | Derbi             |            |        |
| DNF | Rudi Jourdan       | Kreidler          |            |        |
| DNF | Hans-Jürgen Hummel | Kreidler          |            |        |
| DNF | Werner Michawitz   | Kreidler          |            |        |
| DNF | Alberto Ieva       | Malanca           |            |        |

## Zijspanklasse
In de zijspanrace moest Klaus Enders met zijn door Dieter Busch geprepareerde BMW enige ronden lang weer achter de Königs van de gebroeders Gerry en Nick Boret en Jeff Gawley en Peter Sales jagen, maar hij wist ze toch allebei te passeren. Nadat ze enige achterstand hadden opgelopen konden de gebroeders Boret toch weer wat dichterbij komen, maar zowel zij als Jeff Gawley vielen uit. Werner Schwärzel/Karl-Heinz Kleis werden nu tweede, gevolgd door de gebroeders Michel en Serge Vanneste.

### Uitslag zijspanklasse
| Pos | Coureur               | Bakkenist        | Merk          | Tijd       | Punten |
| --- | --------------------- | ---------------- | ------------- | ---------- | ------ |
| 1   | Klaus Enders          | Ralf Engelhardt  | Busch-BMW     | 51' 02"    | 15     |
| 2   | Werner Schwärzel      | Karl-Heinz Kleis | König         | + 1' 19" 3 | 12     |
| 3   | Michel Vanneste       | Serge Vanneste   | BMW           |            | 10     |
| 4   | Heinz Luthringshauser | Hermann Hahn     | BMW           |            | 8      |
| 5   | Graham Milton         | Don Smith        | BMW           |            | 6      |
| 6   | Hermann Binding       | Helmut Fleck     | BMW           |            | 5      |
| 7   | Otto Haller           | Erich Haselbeck  | BMW           |            | 4      |
| 8   | Karl Venus            | Rainer Gundel    | BMW           |            | 3      |
| 9   | Gustav Pape           | Franz Kallenberg | BMW           |            | 2      |
| 10  | Fritz Hänzi           | Marcel Clerc     | BMW           |            | 1      |
| DNF | Gerry Boret           | Nick Boret       | Renwick-König |            |        |
| DNF | Jeff Gawley           | Peter Sales      | König         |            |        |

1925 · 1926 · 1927 · 1928 · 1929 · 1930 · 1931 · 1933 · 1934 · 1935 · 1936 · 1937 · 1938 · 1939 · 1949 · 1950 · 1951 · 1952 · 1953 · 1954 · 1955 · 1956 · 1957 · 1958 · 1959 · 1960 · 1961 · 1962 · 1963 · 1964 · 1965 · 1966 · 1967 · 1968 · 1969 · 1970 · 1971 · 1972 · 1973 · 1974 · 1975 · 1976 · 1977 · 1978 · 1979 · 1980 · 1981 · 1982 · 1983 · 1984 · 1985 · 1986 · 1987 · 1988 · 1989 · 1990 · 1991 · 1992 · 1993 · 1994 · 1995 · 1996 · 1997 · 1998 · 1999 · 2000 · 2001 · 2002 · 2003 · 2004 · 2005 · 2006 · 2007 · 2008 · 2009 · 2010 · 2011 · 2012 · 2013 · 2014 · 2015 · 2016 · 2017 · 2018 · 2019 · 2021 · 2022 · 2023 · 2024 · 2025